# E22 (Sverige)

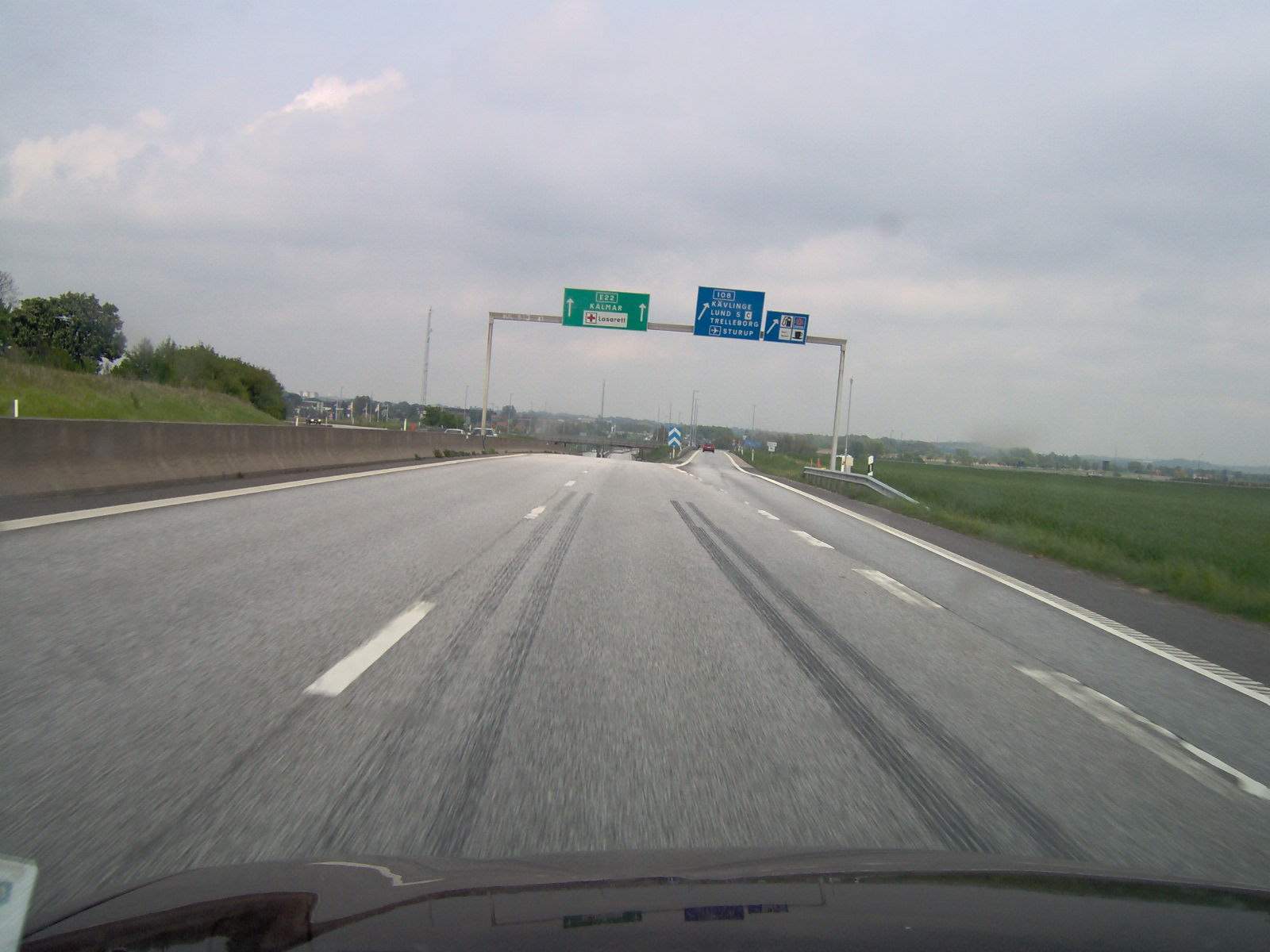
E22 vid Lunds södra.

E22 är en av Sveriges stamvägar, och ingår i Europaväg 22. Vägen börjar i Trelleborg och går tvärs igenom Skåne och Blekinge och längs med ostkusten i Småland och Östergötland upp till Norrköping. Sträckan är kring 560 km lång.
Vägen är ett viktigt nationellt och regionalt stråk som förbinder länen Skåne, Blekinge, Kalmar och Östergötland och hamnarna i dessa län med varandra. Eftersom vägutbyggnaden till motorväg och andra förbättrade väglösningar har gått relativt långsamt finns här ett spann av olika synsätt och vägplanering bakom de nyare vägavsnitten som sträcker sig över flera planerargenerationer. Sveriges första motorväg mellan Malmö och Lund ingår här, liksom ett par av de nyare avsnitten på det svenska motorvägsnätet vid Sätaröd och Vä.

## Sträckning

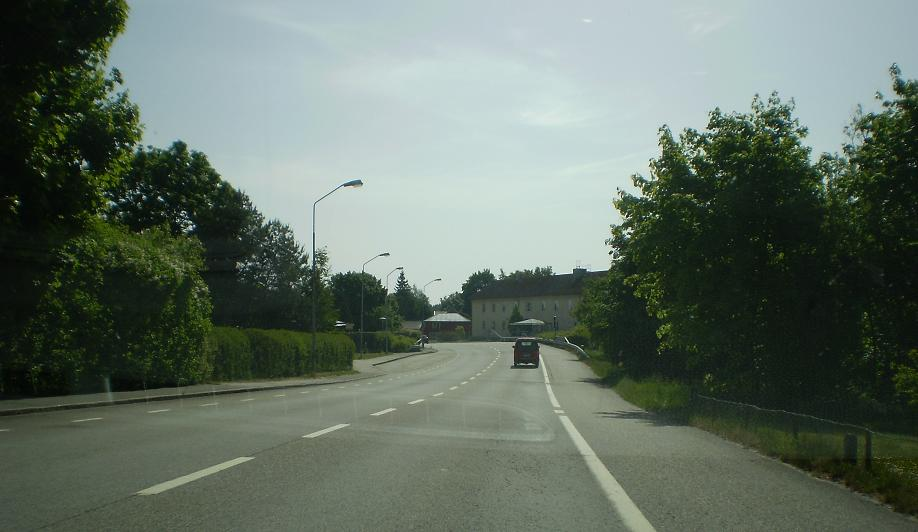
Gamla E22 igenom Linderöd i Skåne.

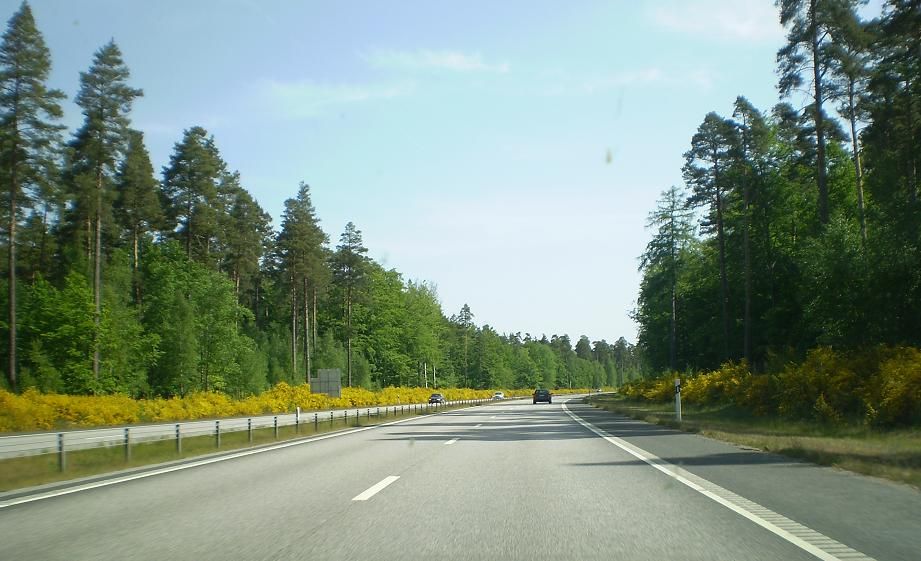
E22 utanför Gualöv i Skåne.

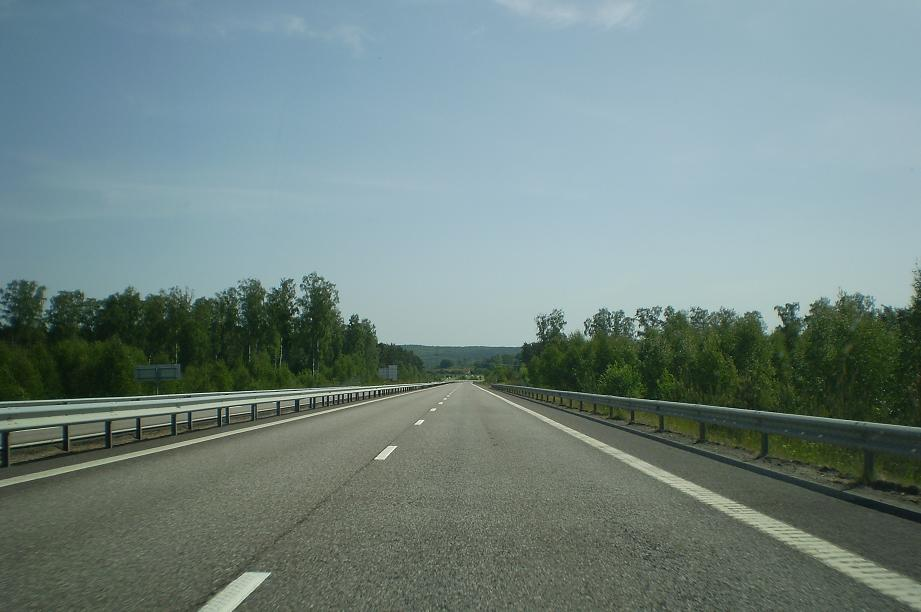
Motorväg vid Ryssberget på gränsen mellan Skåne och Blekinge.

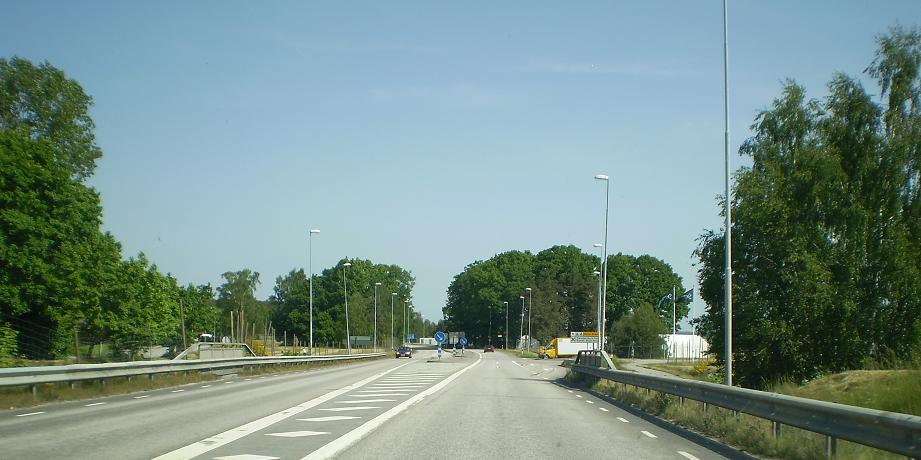
Gamla E22:an i Norje vid festivalplatsen för Sweden Rock Festival.

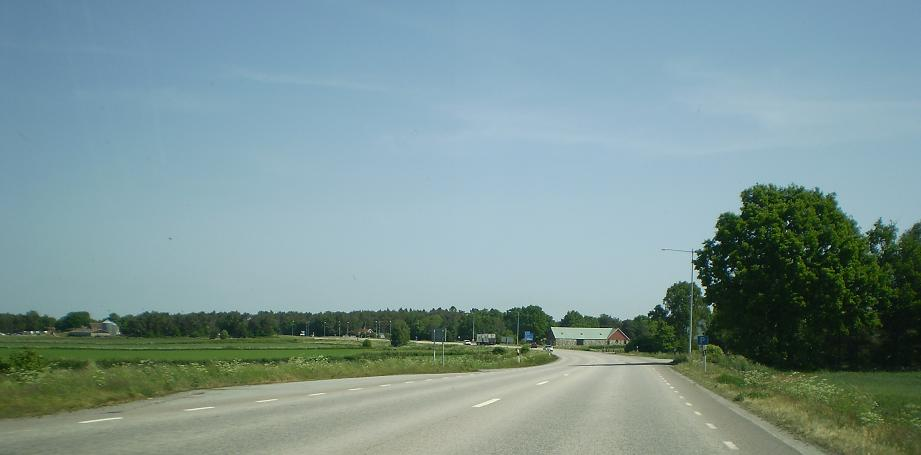
Gamla E22:an utanför Norje i Blekinge.

Trelleborg - Malmö - Lund - Kristianstad - Sölvesborg - Karlshamn - Ronneby - Karlskrona - Kalmar - Oskarshamn - Västervik - Söderköping - Norrköping.
Från Trelleborg skyltas vägen som E6/E22 mot Malmö, därefter som E22 mot Kalmar. Från Kalmar skyltas vägen som E22 mot Norrköping. 

### Alternativa vägar
På flera sträckor längs vägen finns alternativa resvägar, som ofta innebär såväl kortare restid och kortare avstånd, jämfört med att följa E22:
- Trelleborg - Lund: Länsväg 108 (7 km kortare, men tar cirka 10 min längre tid)
- Malmö - Norrköping: E6 / E4 (75 km kortare, motorväg nästan hela vägen)
- Kristianstad - Norrköping: Två vanliga alternativ är Riksväg 21 (Hässleholm) / Länsväg 117 (Markaryd) / E4 eller Riksväg 19 (Osby) / Riksväg 15 (Markaryd) / E4 (båda alternativen är cirka 50 km kortare)
- Lund - Oskarshamn: Riksväg 23 / Riksväg 37 (30 km kortare)
- Karlshamn - Norrköping: Länsväg 126 / Riksväg 27 / E4(lika långt, men betydligt mer motorväg)
- Karlshamn - Kalmar: Riksväg 29 / Länsväg 120 / Riksväg 25. (12 km längre, 23 minuter längre restid)

### Län och kommuner
E22 passerar genom följande län och kommuner i Sverige, räknat från söder till norr:
| - Skåne län - Trelleborg - Vellinge - Malmö - Burlöv - Staffanstorp - Lund - Eslöv - Höör - Hörby - Kristianstad - Bromölla |  | - Blekinge län - Sölvesborg - Karlshamn - Ronneby - Karlskrona |  | - Kalmar län - Torsås - Kalmar - Mönsterås - Oskarshamn - Västervik |  | - Östergötlands län - Valdemarsvik - Söderköping - Norrköping |

## Beskrivning av vägen
Motorvägen börjar söderifrån vid Maglarp strax norr om Trelleborg, passerar förbi Malmö på Yttre ringvägen och därefter går vägen mot Lund vid trafikplats Kronetorp. Både norr och söder om Lund har man en utsikt över staden och skånska slätten och det är inte så konstigt eftersom vägen genom Lund stiger med 70 meter i höjdskillnad. Efter Fogdarp övergår E22 till motortrafikled med 2+1-utformning förbi Osbyholm och Hörby. Vid trafikplats Hörby norra övergår E22 till motorväg igen. Vägen fortsätter över Linderödsåsen och vid Sätaröd går den nedför Linderödsåsens nordostsluttning och ut på Kristianstadsslätten norr om Tollarp. Kristianstad passeras och motorvägen slutar vid Fjälkinge, dit den förlängdes 2003. Efter kring 10 km landsväg med 2+1-utformning återkommer motorvägen vid Gualöv och passerar förbi Bromölla och Sölvesborg. På denna sträcka passerar man genom tallskogar, bokskogar och slätter.
Strax väster om Mörrum övergår motorvägen till motortrafikled fram till Björketorp öster om Ronneby. Vid Nättraby, väster om Karlskrona, finns en liten snutt motorväg på kring fem kilometer. På denna korta sträcka kör man bl.a. under en bro som ska föreställa ett segelskepp med sina kablar. Vägen övergår sedan till en kort motortrafikled och därefter till landsväg vid Lösen öster om Karlskrona. Mellan Karlskrona och Kalmar finns en bit motortrafikledsliknande väg, i övrigt är vägen landsväg. Vid Kalmar återkommer motorvägen och passerar väster om staden (där den ansluter till Ölandsleden som är påfart till Ölandsbron) innan den upphör vid Lindsdal. Vägen passerar Mönsterås, Oskarshamn, Västervik, samt Söderköping - där vägen utgör en känd flaskhals, eftersom den passerar ett antal rödljus i centrala Söderköping och sommartid sker broöppningar vid Göta Kanal var 30:e minut. I Norrköping är infarten söderifrån staden en cirka 4 km lång tvåfilig väg som E22 lämnar efter 3,5 km för att förenas med E4 via Söderleden.

### Vägstandard
| Delsträcka                          | Delsträcka                             | Avstånd | Hastighet | Vägstandard |
| ----------------------------------- | -------------------------------------- | ------- | --------- | --- |
| Trelleborg Färjeterminal            | Maglarp Cirkulationsplats Maglarp      | 4 km    |           | Landsväg. 50-60 km/h i Trelleborg. Gemensam med E6.                                                                                  |
| Maglarp Cirkulationsplats Maglarp   | Fogdarp                                | 70 km   |           | Motorväg (2+2). Gemensam med E6 till trafikplats Kronetorp. Gemensam med E20 från trafikplats Petersborg till trafikplats Kronetorp. |
| Fogdarp                             | Hörby Trafikplats Hörby N              | 10 km   |           | Motortrafikled (2+1). |
| Hörby Trafikplats Hörby N           | Fjälkinge                              | 44,5 km |           | Motorväg (2+2). |
| Fjälkinge                           | Gualöv                                 | 9 km    |           | 2+1-väg. |
| Gualöv                              | Mörrum Trafikplats Mörrum V            | 30 km   |           | Motorväg (2+2). |
| Mörrum Trafikplats Mörrum V         | Listerby                               | 45 km   |           | Motortrafikled (2+1). |
| Listerby                            | Nättraby                               | 9 km    |           | 2+1-väg. |
| Nättraby                            | Karlskrona Trafikplats Karlskrona V    | 4 km    |           | Motorväg (2+2). |
| Karlskrona Trafikplats Karlskrona V | Jämjö                                  | 16 km   |           | Motortrafikled (2+2 / 2+1). |
| Jämjö                               | Brömsebro Lökaryd                      | 20 km   |           | 2+1-väg. Landsväg 50-70 km/h genom Fågelmara och Brömsebro.                                                                          |
| Brömsebro Lökaryd                   | Söderåkra                              | 13 km   |           | Landsväg. 50-80 km/h förbi Bergkvara.                                                                                                |
| Söderåkra                           | Trafikplats Dörby                      | 29 km   |           | Motortrafikled (2+1). |
| Kalmar Trafikplats Dörby            | Lindsdal                               | 9 km    |           | Motorväg (2+2). |
| Lindsdal                            | Rockneby                               | 9 km    |           | Motortrafikled (2+1). |
| Rockneby                            | Nygård (Misterhult)                    | 75 km   |           | 2+1-väg. 70-90 km/h förbi Ålem. Landsväg 80 km/h förbi Mönsterås.                                                                    |
| Nygård                              | Hyttan (Gladhammar)                    | 36 km   |           | Landsväg. 70 km/h genom vissa korsningar.                                                                                            |
| Hyttan                              | Verkebäck Verkebäcksbron               | 4 km    |           | Landsväg. |
| Verkebäck Verkebäcksbron            | Söderköping Skönberga                  | 95 km   |           | 2+1-väg. 70 km/h genom vissa korsningar.                                                                                             |
| Söderköping Skönberga               | Söderköping Trafikplats Klevbrinken    | 5 km    |           | Landsväg / stadsgata. |
| Söderköping Trafikplats Klevbrinken | Norrköping Navestad                    | 9 km    |           | 2+1-väg. 70 km/h genom vissa korsningar.                                                                                             |
| Norrköping Navestad                 | Norrköping E4 Trafikplats Norrköping S | 10 km   |           | 2+2-väg. |

E22 är utbyggd till motorväg följande sträckor:
- Maglarp - Fogdarp, Förbi Malmö–Lund (73,2 km)
- Hörby Norra - Fjälkinge Förbi Kristianstad (44,5 km)
- Gualöv - Stensnäs Förbi Bromölla och Sölvesborg (31 km)
- Nättraby - Rosenholm (4 km)
- Kalmar Södra - Lindsdal (8,5 km) Förbi Kalmar
- Söderköpingsvägen (3 km) (Åselstadsvägen till Tpl Ljura) i Norrköping (Sedan 7 augusti 2006 ej längre skyltad som motorväg)

Motortrafikleder:
- Fogdarp - Hörby Norra Förbi Osbyholm och Hörby (10 km)
- Stensnäs - Björketorp Förbi Karlshamn och Ronneby (43 km)
- Rosenholm - Jämjö Förbi Karlskrona (18,5 km)
- Söderåkra - Trafikplats Dörby (28 km)
- Kalmar Norra - Lindsdal (9 km)

I motorvägsavsnitten längs E22 finns flera av Sveriges äldsta respektive nyaste motorvägar. Sveriges första motorväg mellan Malmö och Lund som öppnades 8 september 1953 ingår i E22, liksom ett par av de nyaste avsnitten som mellan Linderöd och Vä, samt norr om Sölvesborg. I övrigt är motorvägsavsnitten varken särskilt långa eller sammankopplade med varandra utan väldigt fragmentiserade; bortsett från Maglarp–Fogdarp, Hörby–Fjälkinge och Gualöv–Stensnäs gård är sträckorna sällan mer än en fem kilometer långa. Under 2000-talet har bland annat bristande anslag försenat utbyggnaden, t.ex. av avsnittet Hurva–Vä som avbröts år 2004 för att finansiera regeringens dåvarande Trollhättepaket.

## Planerade utbyggnader
| Sträcka (listade från söder till norr) | Längd | Målstandard | Status                                     |
| -------------------------------------- | ----- | ----------- | ------------------------------------------ |
| Fogdarp – Hörby N                      | 10 km | 21,5 m bred | Projektet vilande i väntan på finansiering |
| Fjälkinge – Gualöv                     | 9 km  | 21,5 m bred | Pågår. Klart 2025                          |
| Björketorp – Nättraby                  | 11 km | 21,5 m bred | Byggstart 2027                             |
| Förbifart Bergkvara                    | 8 km  | 2+1         | Byggstart 2030, klart 2033                 |
| Nygård – Gladhammar                    | 34 km | / 2+1 / 1+1 | Pågår. Byggstart i etapper 2023–2027.      |
| Gladhammar – Verkebäck                 | 5 km  | / 2+1       | Byggstart tidigast 2029, klart 2032        |
| Förbifart Söderköping                  | 7 km  | 2+1/2+2     | Byggstart tidigast 2026                    |

Trafikverkets nuvarande nationella plan gäller för åren 2022–2033, och flera delar av E22 är med där.
- Mellan Gladhammar och Verkebäck planeras 2+1-väg etappvis med byggstart 2029, cirka 5 kilometer.[13].
- Mellan Nygård (vid Misterhult) och Gladhammar planeras 2+1-väg etappvis, cirka 34 kilometer. Byggstart planerad till hösten 2023 och vägen byggs ut i fyra etapper.[7]
- Förbifart Bergkvara ingår i fastställd Nationell plan för transportinfrastrukturen för perioden 2022-2033.[14] E22 går för närvarande (2024) genom tätorten Bergkvara, och utredningsområdet för den nya sträckningen är cirka 14 kilometer.[15]

En gammal idé som studerades under 1950-talet visade att man skulle kunna korta ned den dåvarande vägen med tio kilometer mellan Gladhammar och Almvik ifall man byggde en rak väg mellan dessa sträckor som ersättning för dagens böj österut för att nå Västervik. Detta skulle gynna all trafik på E22 som skall förbi Västervik på väg norr och söder om staden. Västerviks kommun har hela tiden motsatt sig idén, inte minst för att man varit orolig över att mista företagsetableringar i fall E22 gick väster om dagens väg förbi Västervik, och vägrar bygglov och planändringar. En ny vägsträcka drogs på 1990-talet förbi Hörtingerum (och, långt tidigare, förbi Almvik) vilket i nuläget skulle ge en förkortning på åtta kilometer i fall man byggde en rak väg förbi Västervik. Denna idé är inte med i planen fram till 2021.[uppföljning saknas] Istället planeras[när?] en mindre genväg vid Gladhammar, så att vägen fortsatt går nära Västervik.

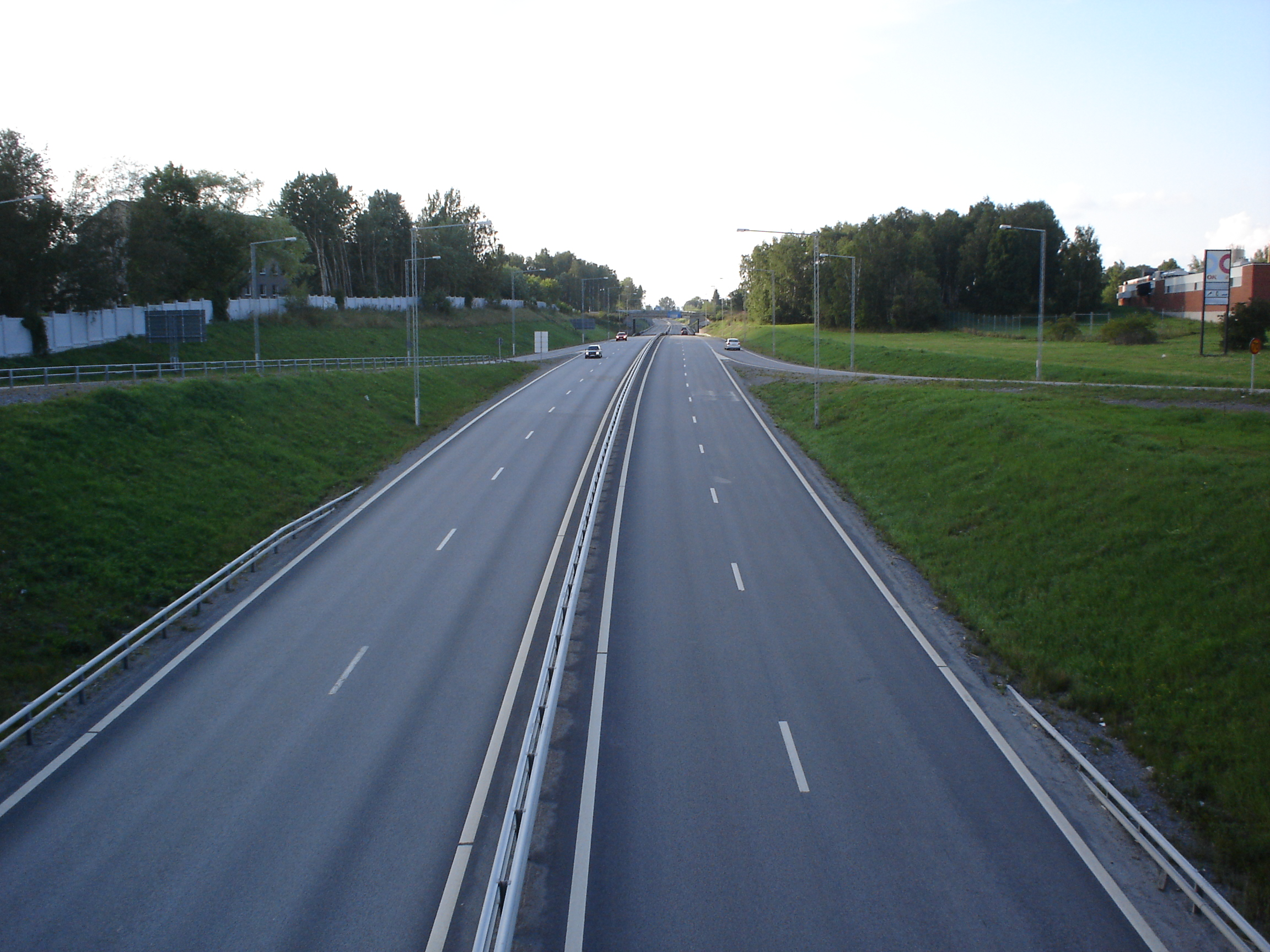
Söderleden i Norrköping.

En förbifart förbi Söderköping planeras eftersom E22 går genom tätorten med flera trafikljus på vägen. Trafiken på den befintliga vägen stoppas när bron över Göta kanal måste öppnas sommartid vilket medför långa köer. Förbifarten planeras gå norr väster om Söderköping och ha en omväxlande standard om från fyrfältsväg till 2+1-väg. E22 leds sedan under Göta kanal som går över vägen med hjälp av en akvedukt. Vägplanen för den nya vägsträckningen vann laga kraft i februari 2023 och regeringen gav byggstartsbeslut i februari 2025.
I Norrköping har studier genomförts för en ny del av en framtida ringled i Norrköping, känd som Norrleden som skulle leda trafiken från E22 öst om stadskärnan, och vidare norrut på E4. En åtgärdsvalsstudie har genomförts, samt en samlad effektbedömning där åtgärden bedömdes som samhällsekonomiskt olönsam. En liten del av Norrleden har byggts. Den går från E4:an fram till Järngatan, där den slutar i en rondell.

### Tabell över utbyggnader
| - 1953: Malmö Sege - Lund södra - 1954: Lund södra - Lund norra - 1964: Malmö Östervärn - Malmö Sege - 1964: Stensnäs - Trensum - 1969: Härlöv - Hammar (förbifart Kristianstad) - 1969: Norrköping (Navestad - centrala Norrköping, motorväg t.o.m. augusti 2006) - 1972: Kalmar södra - Lindsdal - 1972: Lindsdal - Mosekrog - 1972: Ronneby västra - Björketorp - 1973: Vellinge södra - Malmö - 1974: Malmö Inre Ringvägen - 1974: Bräkne-Hoby - Ronneby västra - 1975: Trensum - Bräkne-Hoby - 1984: Lund norra - Gårdstånga - 1985: Rosenholm - Karlskrona östra - 1985: Osbyholm - Hörby norra - 1993: Lund norra - Gårdstånga - 1993: Nättraby - Rosenholm - 1994: Vä södra - Härlöv |  | - 1995: Bromölla - Sölve - 2000: Malmö Yttre ringvägen - 2000: Söderåkra - Hossmo - 2001: Gårdstånga - Hurva (2+2-väg med planskilda korsningar) - 2001: Påboda - Söderåkra - 2003: Hammar - Fjälkinge - 2004: Gualöv - Bromölla - 2010: Lindsdal - Rockneby - 2010: Gårdstånga - Hurva (ombyggd från fyrfältsväg) - 2011: Maglarp - Vellinge södra - 2012: Hurva - Rolsberga - 2012: Hörby norra - Linderöd - 2014: Rolsberga - Fogdarp - 2014: Sölve - Stensnäs - 2017: Hossmo - Trafikplats Dörby - 2017: Trafikplats Dörby - Trafikplats Kalmar Södra - 2017: Förbifart Linderöd - 2020: Förbifart Tollarp - 2024: Lösen - Jämjö - 2025: Fogdarp - Osbyholm (omskyltad till motortrafikled) |

## Historia

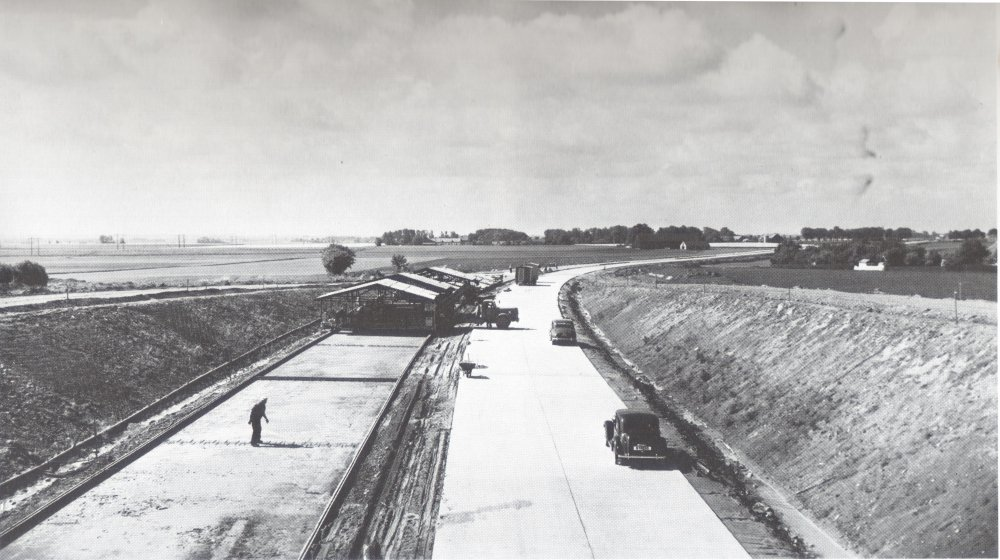
Motorvägen mellan Lund och Malmö byggdes 1952-1954.

Vägen Malmö-Norrköping var från början Riksfyran. Då riksvägsnumren reviderades 1962 blev Riksfyran till riksväg 15 vars nummer man behöll till 1980. Under tiden som vägen var riksväg blev vägen kraftigt upprustad.
Sträckan Lund - Kristianstad rustades upp och blev mestadels 13 meter bred landsväg på 1950-talet, dock utan att dras utanför de större tätorterna längs vägen.
En ny bred landsväg byggdes längs smålandskusten mellan Valdemarsvik - Västervik - Oskarshamn - Kalmar som AMS-arbete i det som är dagens E22 på 1950 och 1960-talen. Berättelserna är otaliga om alla de arbetslösa arbetarna som fick jobb på vägbygget mellan Oskarshamn-Västervik och hundratals män låg förlagda i baracker i Misterhultsskogarna i början av 1960-talet. Många av dessa arbetare bestod av alkoholister och andra människor som hade det svårt att få jobb, därför spreds mängder med rykten och skvaller bland urinvånarna i trakterna där den nya vägen drogs förbi om slagsmål, misshandel och andra syndigheter som sades hända i baracklägrens "zigenarliknande liv". När arbetet var klart hade man dock en verklig kustväg längs smålandskusten. Tidigare hade "kustvägen" gått ett stycke i inlandet igenom samhällen som Ishult och Hjorted. Den nya vägen fick även den effekten att den huvudsakliga landsvägen mellan Kalmar och Stockholm kom att gå längs östersjökusten. Tidigare hade riksväg 34 genom Högsby, Vimmerby och Linköping varit det vanligaste alternativet. Kustvägen ansågs helt enkelt vara alldeles för dålig fram tills den nya kustvägen invigdes successivt under 1960-talet. Under de senaste decennierna har vissa ytterligare vägförbättringar gjorts, bl.a. den till Verkebäcksbron (1956) anslutande trettonmetersvägen mot Västervik söderifrån (1994), då den s.k. Hörtingerumskurvans kraftiga hårnål byggdes bort. 
Vid en rutinkontroll av bron över Botorpsström 22 km söder om Västervik 2007 visade det sig att bron från 1962 hade allvarliga sättningsskador, orsakat av dåligt pålningsarbete. En ny bro byggdes strax öster om den befintliga 2009-2010 och invigdes år 2010. Därefter revs den gamla bron. Idag syns spåren främst i att bergsskärningen går ett tiotal meter väster om den befintliga vägen söder om brofästet.
En av Sveriges första motortrafikleder byggdes i Blekinge förbi Ronneby och Karlshamn under tiden vägen hette riksväg 15, liksom Kalmar fick sin motorväg som anslutningsväg till Ölandsbron och motorvägen i Norrköping och en sträcka motorväg förbi Kristianstad byggdes under tiden vägen var numrerad som riksväg 15. 
1980 bestämdes det att vägen skulle bli till europaväg under beteckningen E66. Anledningen till detta var att Kristianstad, Karlskrona och Kalmar hade en önskan om att få en europaväg vid sina städer i hopp om att kommunikationerna skulle förbättras med en uppklassificerad väg. Vägen anslöt då till färjorna i Limhamn som gick till Dragör och därmed var en del av det internationella vägnätet. 1992 uppdaterade Vägverket de svenska vägnumren i enlighet med det reviderade europavägnätet, så E66 ersattes av E22 med början i Trelleborg istället för som tidigare Limhamn.

## Äldre planering för E22:an i Skåne
1969 invigdes motorvägen mellan trafikplatserna Härlöv och Hammar vid Kristianstad. Vid Härlöv fortsätter vägen som Riksväg 21 västerut mot Hässleholm och Helsingborg medan E22:an svänger av i nittio grader söderut. Anledningen till att vägen byggdes så var att man under 1960- och 1970-talen planerade för en fortsättning på motorvägen från Kristianstad mot Lund över Höör och Eslöv, orter som vuxit upp efter järnvägsbyggandet på 1800-talet och som saknade bra vägförbindelser mot de äldre och etablerade större städerna. En arbetsplan för dåvarande riksväg 15 togs fram 1976 som grundligt lade fram ett tänkt alternativ. Vägen skulle fortsätta västerut med en trafikplats väster om Vä där vägarna 21 och Riksväg 19 skulle mötas. Motorvägen tänktes fortsätta mot Höör i västlig riktning och sedan nästan identiskt följa med Södra stambanan söderut mot Eslöv och vidare till Lund, där vägen skulle ansluta till befintlig motorväg. Sträckningen Lund-Kristianstad skulle bli 75 kilometer lång. Förutsättningen för att vägen skulle byggas var att trafiken antogs öka mer än vad som kom att ske efter oljekriserna 1973 och 1979 vilket gjorde att prognoserna inte längre stämde. Det största bekymret var att man hade blivit tvungen att bygga långa etapper som Lund-Höör och Höör-Kristianstad på varandra, vilket var svårt att äska pengar för i en tid när vägar som ansågs mer prioriterade - t.ex. E6:an längs Skånes västkust - ännu inte var motorvägar. I slutet av 1970-talet skrotades planerna för motorväg Lund - Kristianstad i en helt ny sträckning och man beslöt istället att satsa på etappvis utbyggnad mellan städerna i form av motortrafikled och 13 meter bred landsväg längs med befintliga vägen. I dåvarande Malmöhus län byggdes förbifart Hurva 1981-1982, Lund - Gårdstånga 1983-1984 och förbifart Hörby invigdes 1986. Med undantag för Malmö, Lund och de mindre byarna Rolsberga och Fogdarp gick vägen inte längre igenom någon bebyggelse i Malmöhus län.
I Kristianstads län upprättades en ny arbetsplan 1980 mellan länsgränsen mot Malmöhus län och trafikplats Härlöv där vägen antogs bli en motortrafikled. Planen var att bygga i två etapper där man i första etappen ville bygga en motortrafikled söder om Linderöd rakt väster om Tollarp igenom Knopparps bokskog fram till länsgränsen vid Kylestorp. I en andra etapp skulle man bygga om vägen från trafikplats Härlöv till Tollarp som en motortrafikled. Vägverket löste i mitten av 1980-talet in ett antal fastigheter vid Tollarp för att kunna bygga vägen. Vägdragningen blev en mycket känslig politisk strid då Knopparpsdalen ansågs vara mycket skyddsvärd och så småningom 1989 omvandlades till naturreservat. Detta ledde till att Vägverket i början av 1990-talet konstaterade att planen på att bygga en väg igenom Knopparp var död. Sedan dess har planeringen i huvudsak utgått från att en ny väg skall dras norr om Tollarp mot Vä.

## Anslutningar
E22 (Sverige) ansluter till följande vägar:
| - Riksväg 9 - Länsväg 108 - E6 - Länsväg 100 - E20 - Länsväg 101 - E65 - Riksväg 11 - Länsväg 108 - Länsväg 102 |  | - Länsväg 104 - Länsväg 113 - Riksväg 23 - Riksväg 17 - Riksväg 13 - Riksväg 19 - Riksväg 21 - Länsväg 118 - Länsväg 116 - Länsväg 123 |  | - Riksväg 15 - Riksväg 29 - Riksväg 27 - Riksväg 28 - Länsväg 130 - Riksväg 25 - Länsväg 137 - Länsväg 125 - Riksväg 34 - Riksväg 37 |  | - Riksväg 47 - Riksväg 40 - Länsväg 135 - Riksväg 35 - Länsväg 213 - Länsväg 210 - Länsväg 209 - E4 |

## Korsande järnvägar
E22:an korsar följande järnvägar:
- Kontinentalbanan
- Staffanstorpsbanan
- Industrispår i Hedentorp, Kristianstad
- Åhusbanan
- Blekinge kustbana, 9 st
- Kust till kust-banan, 2 st (vid Karlskrona och Kalmar)
- Blomstermåla–Mönsterås
- Berga–Oskarshamn
- Hultsfred–Västervik, 3 st
- Tjustbanan

Samtliga järnvägskorsningar är i skilda plan med undantag för godsbanan i Mönsterås. I de planer som finns på en mittseparerad väg vid Mönsterås skall denna plankorsning försvinna och ersättas av en bro för vägtrafiken.

## Trafikplatser och korsningar
| Lista över trafikplatser längs E22 Redigera         | Lista över trafikplatser längs E22 Redigera | Lista över trafikplatser längs E22 Redigera | Lista över trafikplatser längs E22 Redigera                     |
|                                                     | Nr                                          | Namn                                        | Skyltning                                                       |
| --------------------------------------------------- | ------------------------------------------- | ------------------------------------------- | --------------------------------------------------------------- |
|                                                     |                                             | Riksgräns                                   | Tyskland - Sverige                                              |
|                                                     |                                             | Färja                                       | Färja till/från Sassnitz                                        |
|                                                     |                                             |                                             | Ystad, Simrishamn (E22 svänger)                                 |
| Landsväg Trelleborg–Maglarp                         |                                             |                                             |                                                                 |
| Motorväg Maglarp–Fogdarp                            |                                             |                                             |                                                                 |
|                                                     | 6                                           | Trafikplats Skegrie                         | Skegrie                                                         |
|                                                     | 7                                           | Trafikplats Håslöv                          | Håslöv                                                          |
|                                                     | 8                                           | Trafikplats Vellinge Södra                  | Skanör, Falsterbo, Höllviken                                    |
|                                                     | 9                                           | Trafikplats Vellinge Norra 1                | Vellinge (från/mot söder)                                       |
|                                                     | 10                                          | Trafikplats Vellinge Norra 2                | Vellinge (från/mot norr)                                        |
|                                                     | 11                                          | Trafikplats Västra Klagstorp                | Västra Klagstorp, Tygelsjö                                      |
| Motorvägskorsning                                   | 12                                          | Trafikplats Petersborg                      | Köpenhamn; Malmö (E6.01) (E22 svänger)                          |
|                                                     | 13                                          | Trafikplats Lockarp                         | Lockarp (Fosieby, McDonald's)                                   |
| Motorvägskorsning                                   | 14                                          | Trafikplats Fredriksberg                    | Ystad, Sturup, Malmö S Ö (Jägersro, Fosieby)                    |
|                                                     | 15                                          | Trafikplats Södra Sallerup                  | Kvarnby, Klågerup                                               |
| Motorvägskorsning                                   | 16                                          | Trafikplats Sunnanå                         | Malmö Ö, Staffanstorp, Simrishamn                               |
|                                                     | 17                                          | Trafikplats Helenelund                      | Arlöv                                                           |
| Motorvägskorsning                                   | 18                                          | Trafikplats Kronetorp Norra                 | Göteborg, Helsingborg ; Malmö Ö (E22.10) (E22 svänger)          |
|                                                     | 19                                          | Trafikplats Lund Södra                      | Lund S, Staffanstorp, Trelleborg                                |
|                                                     | 20                                          | Trafikplats Råby                            | Dalby, Lund C                                                   |
|                                                     | 21                                          | Trafikplats Gastelyckan "Dalbykarusellen"   | Sjöbo, Dalby, Lund C                                            |
|                                                     | 22                                          | Trafikplats Lund Norra                      | Bjärred, Lund N, Ideon (E6.02)                                  |
|                                                     | 23                                          | Trafikplats Gårdstånga                      | Kävlinge, Sjöbo Eslöv                                           |
|                                                     | 24                                          | Trafikplats Roslöv                          | Flyinge                                                         |
|                                                     | 25                                          | Trafikplats Hurva                           | Löberöd, Skarhult, Hurva                                        |
|                                                     | 26                                          | Trafikplats Rolsberga                       | Växjö                                                           |
|                                                     | 27                                          | Trafikplats Fogdarp                         | Landskrona Eslöv                                                |
| Motortrafikled Fogdarp–Hörby N                      |                                             |                                             |                                                                 |
|                                                     | 28                                          | Trafikplats Osbyholm                        | Osbyholm, Ringsjöstrand, Hörby, Växjö                           |
|                                                     | 29                                          | Trafikplats Norrehe                         | Höör, Ystad, Hörby                                              |
|                                                     | 30                                          | Trafikplats Hörby                           | Hörby C                                                         |
| Motorväg Hörby Norra–Fjälkinge                      |                                             |                                             |                                                                 |
|                                                     | 31                                          | Trafikplats Hörby Norra                     | Hörby N, C                                                      |
|                                                     | 32                                          | Trafikplats Ekeröd                          | Satserup, Ekerödsrasten                                         |
|                                                     | 33                                          | Trafikplats Linderöd Väst                   | Linderöd (enbart från/till väster)                              |
|                                                     | 34                                          | Trafikplats Knopparp                        | Linderöd, Tollarp                                               |
|                                                     |                                             | Vramsån                                     |                                                                 |
|                                                     | 35                                          | Trafikplats Nöbbelöv                        | Tollarp, Everöd, Åhus, Flygplats                                |
|                                                     | 36                                          | Trafikplats Vä Norra                        | Vä, Norra Åsum                                                  |
|                                                     | 37                                          | Trafikplats Härlöv                          | Helsingborg, Hässleholm Osby (E22 svänger)                      |
|                                                     | 38                                          | Trafikplats Vilan                           | Norra Åsum                                                      |
|                                                     |                                             | Helge å                                     |                                                                 |
|                                                     | 39                                          | Trafikplats Kristianstad                    | Kristianstad C                                                  |
|                                                     | 40                                          | Trafikplats Hammar                          | Åhus, Broby                                                     |
|                                                     | 41                                          | Trafikplats Fjälkinge                       | Fjälkinge, Viby                                                 |
| Landsväg Fjälkinge–Gualöv                           |                                             |                                             |                                                                 |
|                                                     | 42                                          | (Trafikplats Bäckaskog) (planerad)          | Byggstart 2022                                                  |
| Motorväg Gualöv–Stensnäs                            |                                             |                                             |                                                                 |
|                                                     | 43                                          | Trafikplats Gualöv                          | Gualöv, Nymölla                                                 |
|                                                     |                                             | Skräbeån                                    |                                                                 |
|                                                     | 44                                          | Trafikplats Bromölla                        | Bromölla, Olofström, Näsum, Nymölla                             |
|                                                     | 45                                          | Trafikplats Sölvesborg Väst                 | Sölvesborg V C, Rastplats Ynde                                  |
|                                                     | 46                                          | Trafikplats Sölvesborg Öst                  | Sölvesborg Ö C, Gammalstorp                                     |
|                                                     | 47                                          | Trafikplats Listerlandet                    | Mjällby, Nogersund, Hanö, Hällevik                              |
|                                                     | 48                                          | Trafikplats Pukavik                         | Halmstad, Älmhult, Olofström, Pukavik                           |
| Motortrafikled Stensnäs–Björketorp                  |                                             |                                             |                                                                 |
|                                                     | 49                                          | Trafikplats Mörrum Väst                     | Mörrum V C Svängsta                                             |
|                                                     |                                             | Mörrumsån                                   |                                                                 |
|                                                     | 50                                          | Trafikplats Mörrum Öst                      | Mörrum Ö C                                                      |
|                                                     | 51                                          | Trafikplats Karlshamn Väst                  | Karlshamn C V, Karlshamns hamnar, Växjö                         |
|                                                     | 52                                          | Trafikplats Karlshamn Norr                  | Karlshamn N C, Asarum                                           |
|                                                     | 53                                          | Trafikplats Karlshamn Öst                   | Karlshamn Ö C, Hällaryd                                         |
|                                                     | 54                                          | Trafikplats Åryd                            | Åryd                                                            |
|                                                     | 55                                          | Trafikplats Bräkne-Hoby                     | Bräkne-Hoby                                                     |
|                                                     |                                             | Trafikplats Galtsjön                        | Rastplats Galtsjön                                              |
|                                                     | 56                                          | Trafikplats Ronneby Väst                    | Ronneby, Kallinge, Flygplats Växjö, Göteborg                    |
|                                                     | 57                                          | Trafikplats Ronneby Norr                    | Ronneby N C, Kallinge                                           |
|                                                     | 58                                          | Trafikplats Ronneby Öst                     | Ronneby Ö, Ronnebyhamn                                          |
| Landsväg Björketorp–Nättraby                        |                                             |                                             |                                                                 |
|                                                     |                                             | Rondell i Listerby                          | Kuggeboda, Johannishus                                          |
|                                                     |                                             | Förkärla                                    |                                                                 |
|                                                     |                                             | Rondell                                     | Hasslö, Almö, Johannishus                                       |
|                                                     | 59                                          | (Trafikplats Listerby) (planerad)           | Byggstart tidigast 2025                                         |
|                                                     | 60                                          | (Trafikplats Hasslövägen) (planerad)        | Byggstart tidigast 2025                                         |
| Motorväg Nättraby–Rosenholm                         |                                             |                                             |                                                                 |
|                                                     | 61                                          | Trafikplats Nättraby                        | Nättraby                                                        |
|                                                     | 62                                          | Trafikplats Trantorp                        | Allatorp, Skärva (endast österifrån)                            |
|                                                     | 63                                          | Trafikplats Karlskrona Väst                 | Karlskrona, Arena Rosenholm                                     |
| Motortrafikled Rosenholm–Jämjö                      |                                             |                                             |                                                                 |
|                                                     | 64                                          | Trafikplats Karlskrona Öst                  | Karlskrona C, Vetlanda Växjö, Gdynia                            |
|                                                     |                                             | Trafikplats Lösen                           |                                                                 |
|                                                     |                                             | Trafikplats Torstäva                        |                                                                 |
|                                                     |                                             | Trafikplats Ramdala                         |                                                                 |
| Landsväg Jämjö-Söderåkra                            |                                             |                                             |                                                                 |
| Motortrafikled Söderåkra–Trafikplats Dörby          |                                             |                                             |                                                                 |
|                                                     |                                             | Trafikplats Söderåkra                       | Torsås Söderåkra                                                |
|                                                     |                                             | Trafikplats Halltorp                        | Halltorp                                                        |
|                                                     |                                             | Trafikplats Resby                           | Voxtorp, Olsbo                                                  |
|                                                     |                                             | Väntorp                                     |                                                                 |
|                                                     |                                             | Trafikplats Kulltorp                        | Kolboda, Arby, Mortorp                                          |
|                                                     |                                             | Trafikplats Ljungbyholm                     | Påryd, Tvärskog, Ljungbyholm, Hagby, Vassmolösa                 |
|                                                     |                                             | Trafikplats Hossmo                          | Hossmo, Rinkabyholm                                             |
|                                                     |                                             | Trafikplats Dörby                           | Halmstad Växjö Nybro Vetlanda                                   |
| Motorväg Trafikplats Dörby–Trafikplats Kalmar Norra |                                             |                                             |                                                                 |
|                                                     |                                             | Trafikplats Karlsro                         | Rinkabyholm, Smedby                                             |
|                                                     |                                             | Trafikplats Kalmar Södra                    | Kalmar S                                                        |
|                                                     |                                             | Trafikplats Kalmar Centrum                  | Kalmar C                                                        |
|                                                     |                                             | Trafikplats Ölandsleden                     | Öland                                                           |
|                                                     |                                             | Trafikplats Berga                           | Berga Industriområde, Trångsundsvägen                           |
|                                                     |                                             | Trafikplats Kalmar Norra                    | Kalmar N, Lindsdal                                              |
| Motortrafikled Kalmar N–Rockneby                    |                                             |                                             |                                                                 |
|                                                     |                                             | Trafikplats Lindsdal                        | Fagerhult, Lindsdal, Läckeby                                    |
|                                                     |                                             | Trafikplats Rockneby                        |                                                                 |
| Landsväg Rockneby–Norrköping                        |                                             |                                             |                                                                 |
|                                                     |                                             | Ålemskorset                                 | Linköping, Vimmerby                                             |
|                                                     |                                             |                                             | Mönsterås                                                       |
|                                                     |                                             | Trafikplats Påskallavik                     | Påskallavik                                                     |
|                                                     |                                             | Trafikplats Oskarshamn Södra                | Oskarshamn S, Gotland                                           |
|                                                     |                                             | Trafikplats Svalliden                       | Växjö, Jönköping, Oskarshamn C, Döderhult                       |
|                                                     |                                             | Trafikplats Oskarshamn Norra                | Oskarshamn N                                                    |
|                                                     |                                             | Trafikplats Fårbo                           | Klintemåla, Figeholm, Baggetorp, Fårbo, Simpevarp, (OKG-verket) |
|                                                     |                                             | Hyttankorsningen                            | Jönköping, Vimmerby                                             |
|                                                     |                                             | Verkebäcksbron                              | cirka 450 m                                                     |
|                                                     |                                             | Trafikplats Rössle                          | Västervik                                                       |
|                                                     |                                             | Trafikplats Gamleby C                       | Gamleby C, Hallingeberg                                         |
|                                                     |                                             |                                             | Gamleby N, Linköping, Åtvidaberg, Gamleby Horn, Kisa            |
|                                                     |                                             |                                             | Loftahammar                                                     |
|                                                     |                                             |                                             | Fyrudden, Gryt, Valdemarsvik, S. Finnö                          |
|                                                     |                                             | Trafikplats Gusum                           | Gusum                                                           |
|                                                     |                                             |                                             | Tyrislöt                                                        |
|                                                     |                                             | Söderköping                                 | Linköping                                                       |
|                                                     |                                             |                                             | över Göta kanal, öppningsbar                                    |
|                                                     |                                             | Trafikplats Klevbrinken                     | Ljunga Östra Husby                                              |
| Fyrfältsväg genom Norrköpings södra stadsdelar      |                                             |                                             |                                                                 |
|                                                     |                                             | Trafikplats Brånnestad                      | Navestad, Brånnestad                                            |
|                                                     |                                             | Trafikplats Hageby                          | Hageby                                                          |
|                                                     |                                             | Trafikplats Ljura                           | Norrköping C; Arkösund (E22 svänger)                            |
|                                                     |                                             | Trafikplats Vilbergen                       | Vilbergen, Söderstaden                                          |
|                                                     |                                             | Trafikplats Skarphagen                      | Skarphagen, Ektorp                                              |
|                                                     |                                             | Trafikplats Kneippen                        | Norrköping N, C (E22 svänger)                                   |
|                                                     |                                             | Trafikplats Klockaretorpet                  | Himmelstalund, Klockaretorpet                                   |
|                                                     |                                             | Trafikplats Borg                            | Borg?                                                           |
|                                                     | 119                                         | Trafikplats Norrköping Södra                | Stockholm Helsingborg                                           |

## Bilder

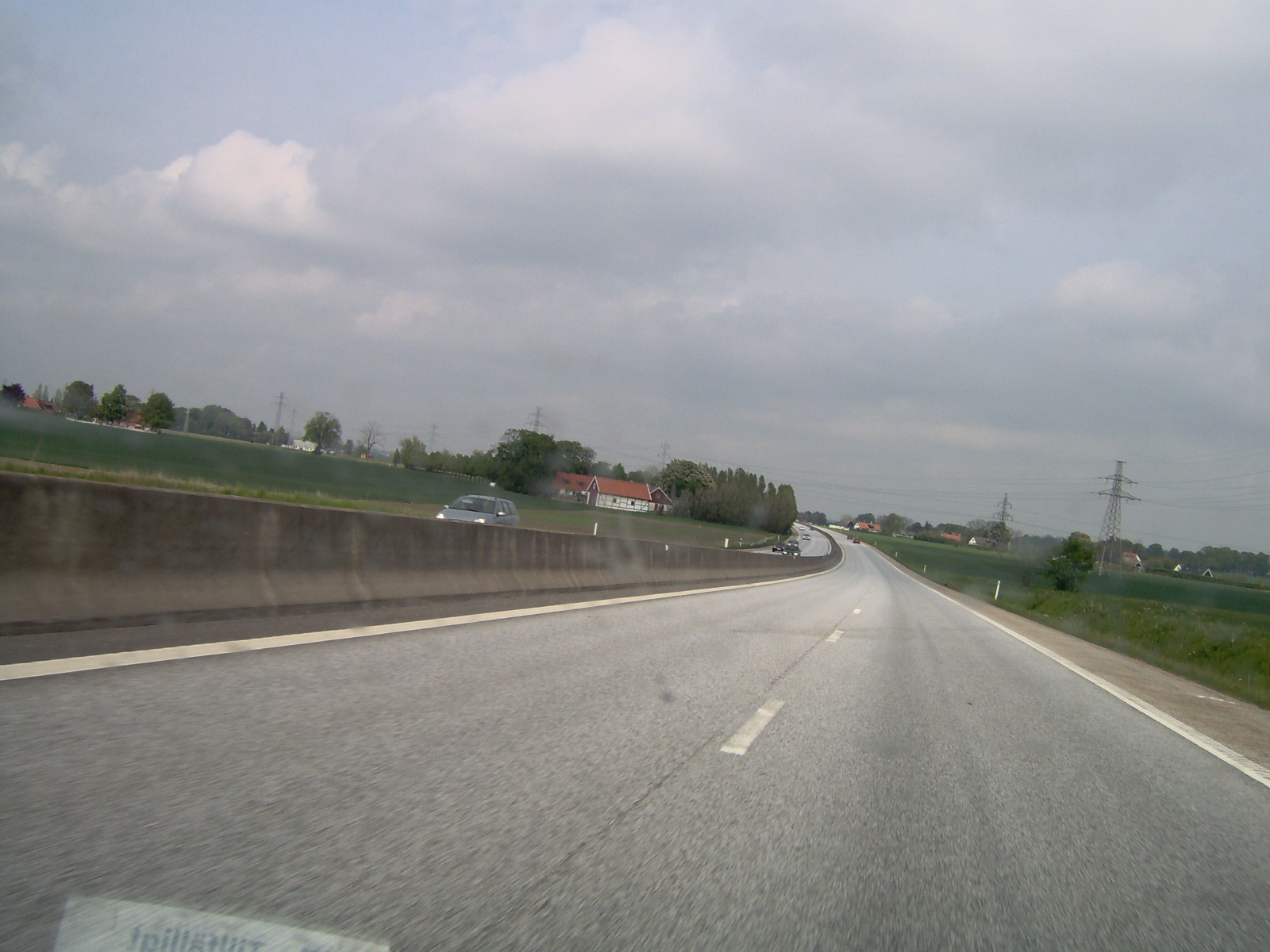
E22 mellan Malmö och Lund.
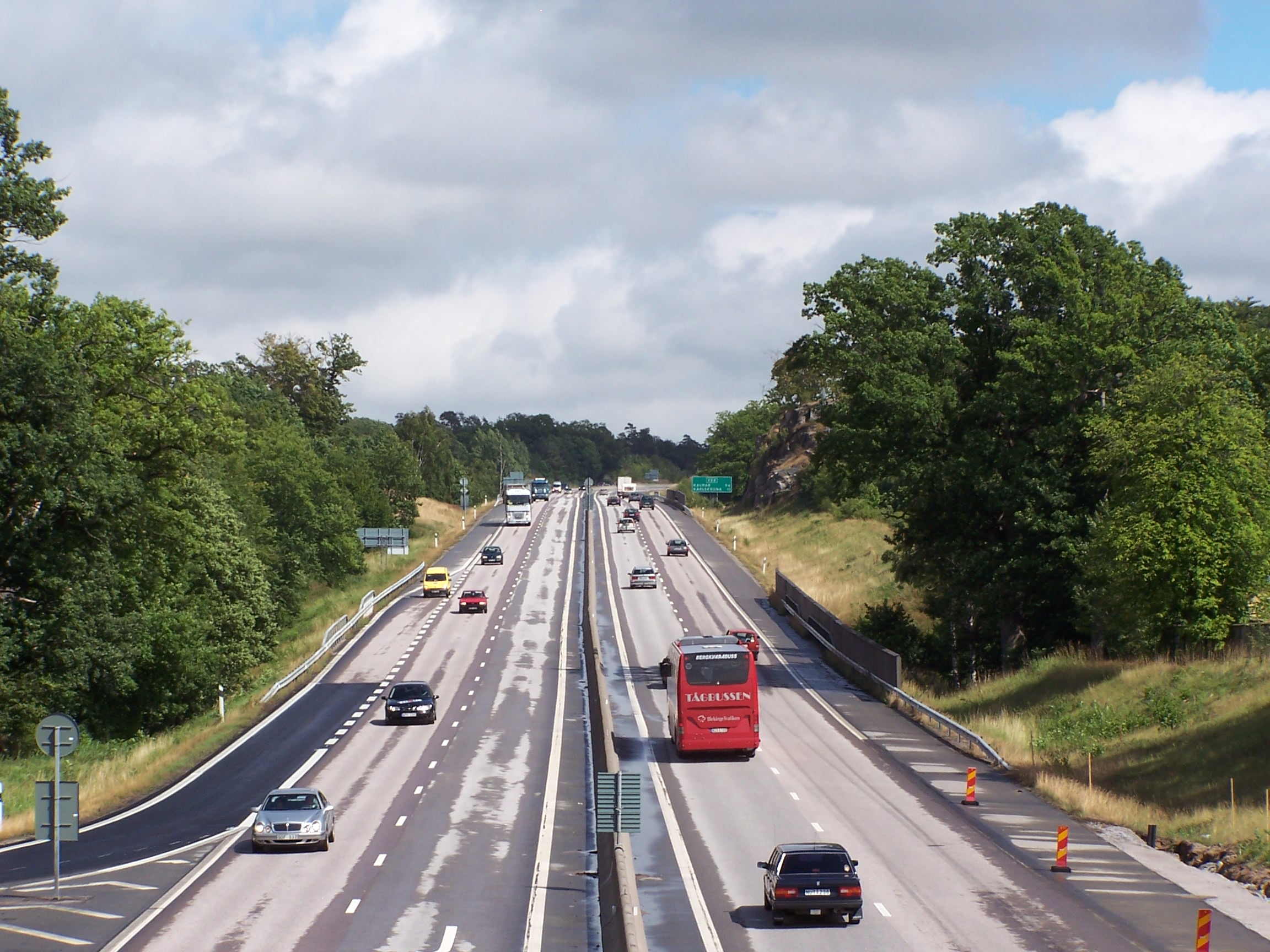
E22 Nättraby-Karlskrona (Trafikplats Nättraby).
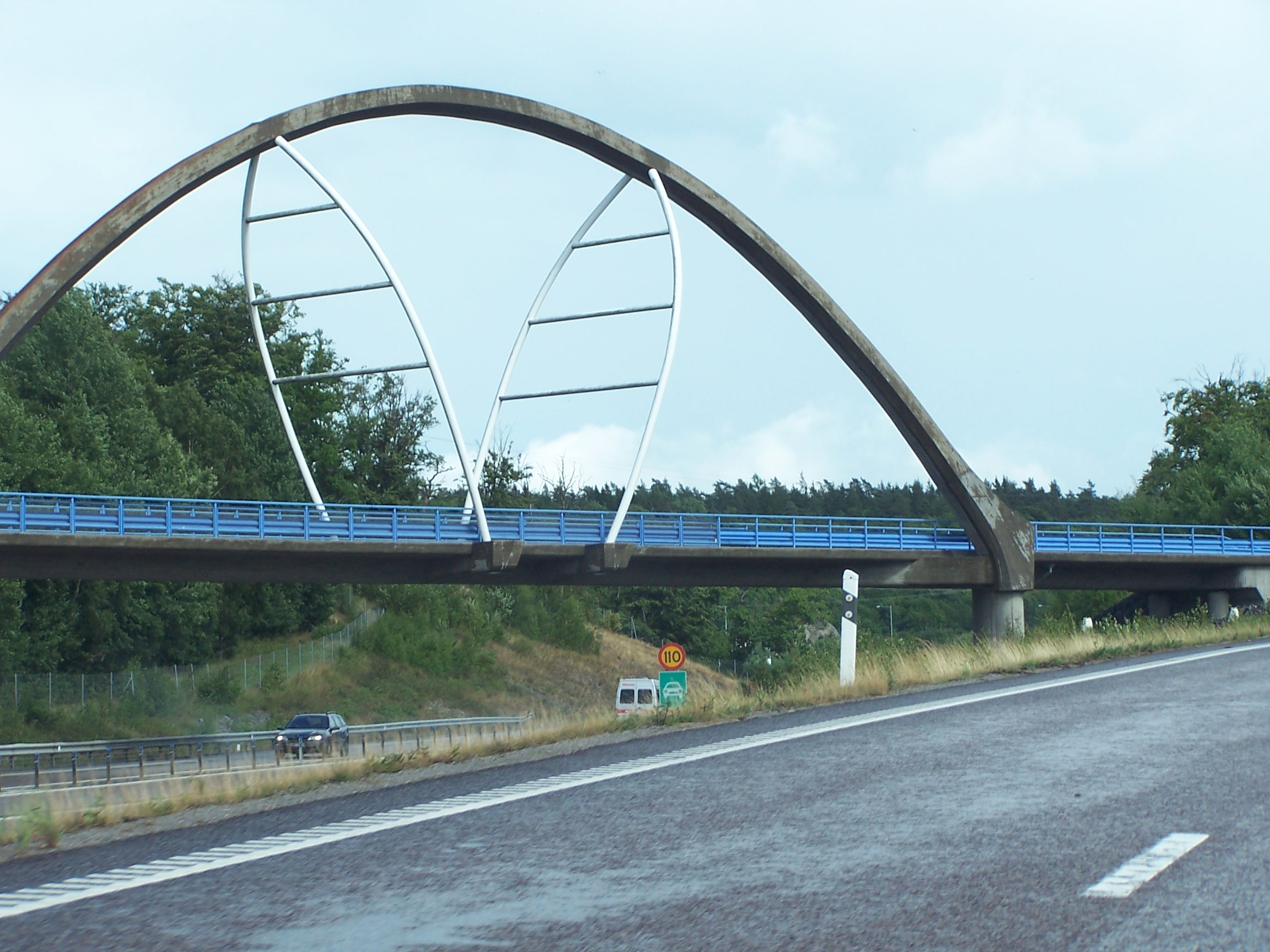
Bron vid Karlskrona Väst.
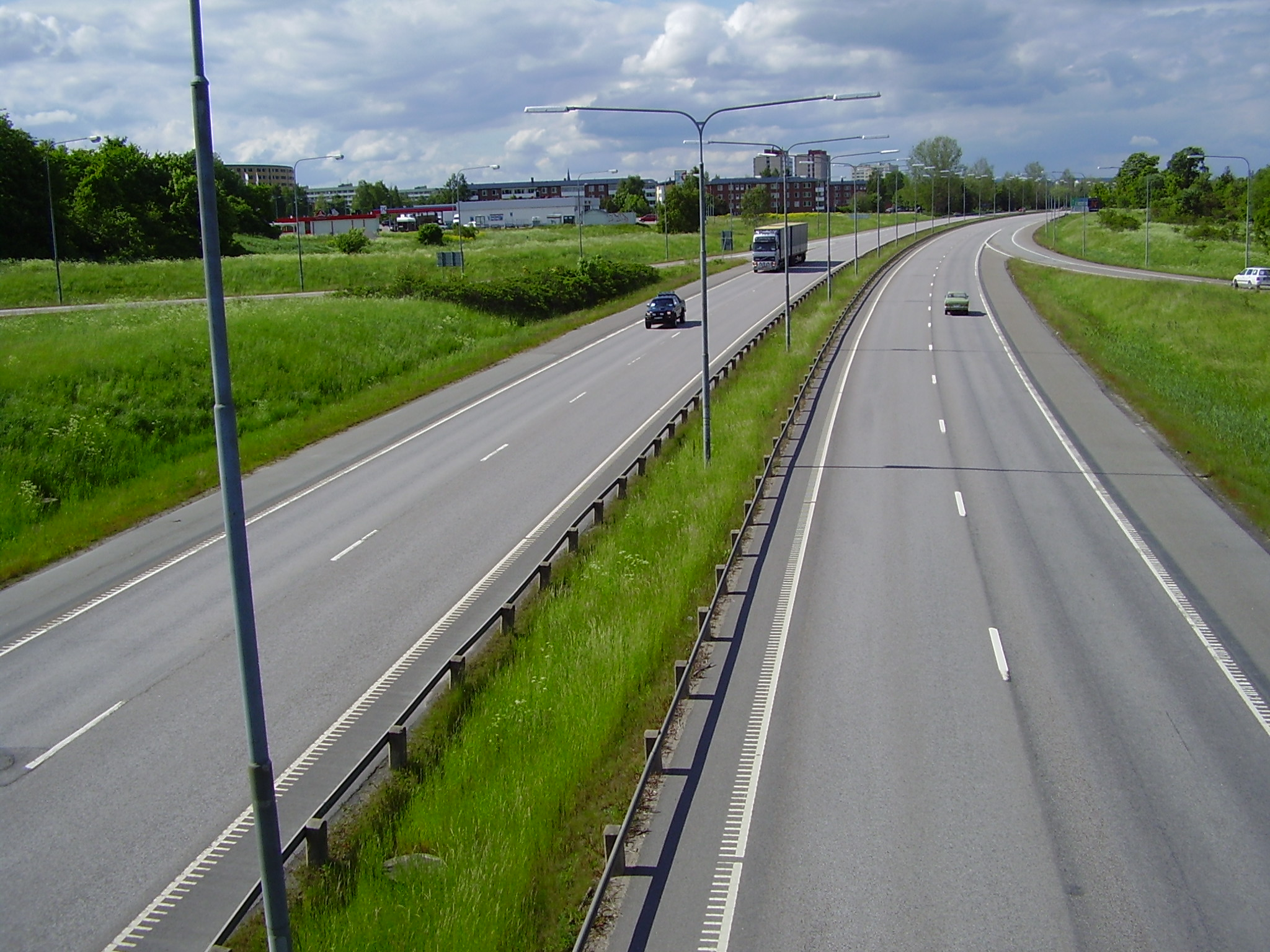
E22 i södra Norrköping (Tpl Brånnestad).